# Praomys misonnei
Praomys misonnei és una espècie de mamífer rosegador de la família dels múrids. Viu a altituds d'entre 500 i 1.650 msnm a Kenya, la República Democràtica del Congo i Uganda. Els seus hàbitats naturals són els camps de conreu i diferents tipus de boscos. És una espècie en risc mínim, és a dir, no sembla que hi hagi cap amenaça significativa per a la seva supervivència. L'espècie fou anomenada en honor del zoòleg i antropòleg belga Xavier Misonne.